# Thomas Littleton (3e baronnet)
Pour les articles homonymes, voir Littleton.
Baronnet : titre de bougeoisie voir Baronnet
Sir Thomas Littleton, 3e baronnet, né le 3 avril 1647 et mort le 31 décembre 1709, est un homme politique anglais.

## Biographie
Son père Thomas Littleton (2e baronnet), membre de plusieurs parlements à partir des années 1640, le destine initialement à une carrière commerciale dans la cité de Londres. Mais à la mort de son frère aîné, il est envoyé recevoir une « éducation libérale » au St Edmund Hall de l'université d'Oxford. Il étudie ensuite le droit au Inner Temple à Londres, et est appelé au barreau en 1671. Il devient avocat. En 1681 il hérite du titre de baronnet de son père. En 1689 il devient juge de paix pour le comté du Middlesex, fonction qu'il conservera jusqu'à sa mort. La même année, il commence sa carrière parlementaire en étant élu député de Woodstock au parlement de convention qui fait suite à la « Glorieuse Révolution ». D'orientation politique « ultra-whig », il soutient fortement les politiques menées par le gouvernement de transition. « Ardent soutien de la Révolution », il préside onze commissions parlementaires durant la convention, et participe notamment à celles qui visent à instituer de manière durable un État de droit, les libertés publiques et la sauvegarde de l'Église d'Angleterre.
Dans les années 1690 il défend à la Chambre des communes les politiques des ministres des nouveaux souverains, Marie II et Guillaume III, sans aspirer à participer à ce gouvernement. Il est réélu député de Woodstock aux élections successives de 1690, 1695, 1698, février 1701 et décembre 1701. Décrit comme « facétieux et spirituel », apte à « divertir la Chambre des communes avec une histoire plaisante et toujours pertinente », il y est apprécié. En novembre 1693 il est élu président de la commission parlementaire au budget. En mars 1695, il est proposé pour le poste de président de la Chambre des communes, mais ses pairs lui préfèrent Paul Foley par 179 voix contre 146. En décembre 1698 toutefois, il a le soutien du roi et est le seul candidat à ce poste, l'opposition parlementaire n'étant pas parvenue à s'accorder sur une contre-proposition ; il est élu président avec 242 voix favorables contre 135. Il tente d'exercer cette fonction de manière impartiale, mais subit des pressions de la part du gouvernement. Son autorité est par ailleurs fragilisée par ses troubles urinaires, qui le contraignent à suspendre fréquemment les séances et quitter la Chambre. À la demande du roi, il ne brigue pas de second mandat à la présidence à l'issue des élections législatives de janvier 1701. Il redevient simple député de la majorité parlementaire whig.
Il siège pour le village de Castle Rising au parlement de 1702, et pour Chichester à celui de 1705. S'il n'est plus l'une des figures les plus actives à la Chambre, il y défend la tenue de débats courtois et modérés, respectueux des conventions. Il est battu par un candidat tory dans sa circonscription de Chichester aux élections de 1708, mais est élu député de Portsmouth à l'occasion d'une élection partielle en décembre. De santé déclinante, il est peu actif et peu présent au Parlement jusqu'à sa mort en décembre 1709. Il est inhumé à l'église de North Ockendon dans l'Essex. Il ne laisse pas de descendance, et son titre de baronnet s'éteint avec lui.